# Interactions humain-machine

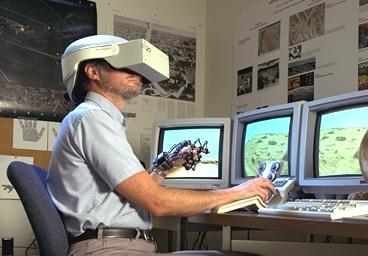
Personne plongée dans la réalité virtuelle grâce à un visiocasque et un gant électronique.

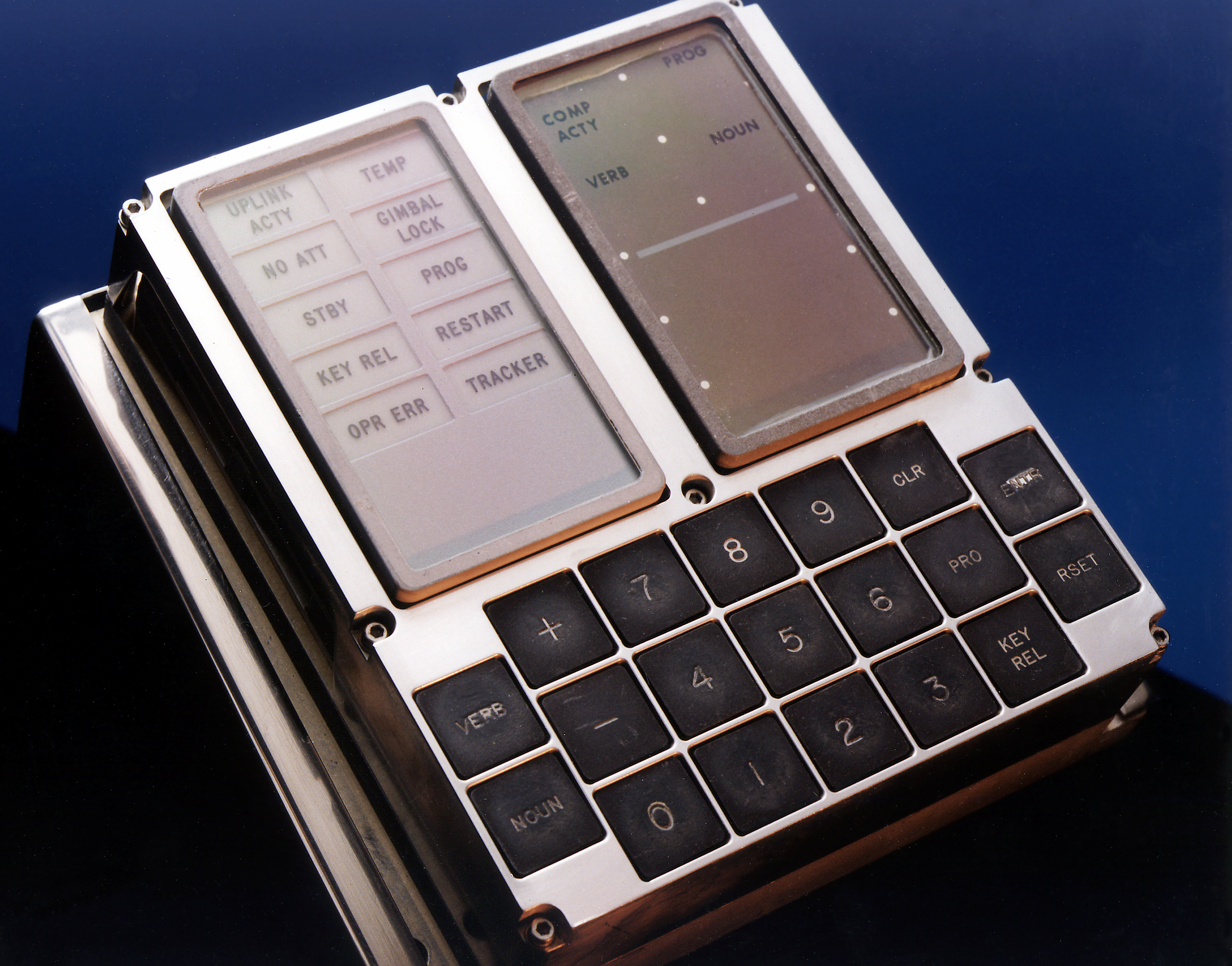
L'interface humain-machine d'un des ordinateurs de bord des missions Apollo.

Le tunnel sous l’Atlantique et l'installation interactive en réalité virtuelle de Maurice Benayoun en 1995.

Pour les articles homonymes, voir HMI, IHM et IPM.
 (novembre 2013).
Si vous disposez d'ouvrages ou d'articles de référence ou si vous connaissez des sites web de qualité traitant du thème abordé ici, merci de compléter l'article en donnant les références utiles à sa vérifiabilité et en les liant à la section « Notes et références ».
L'interaction humain-machine (ou interaction homme-machine), appelée IHM, s’intéresse à la conception et au développement de systèmes interactifs en prenant en compte ses impacts sociétaux et éthiques. Les humains interagissent avec les ordinateurs qui les entourent et cette interaction nécessite des interfaces qui facilitent la communication entre l'humain et la machine. La facilitation de l'utilisation de dispositifs devient de plus en plus importante avec le nombre croissant d'interfaces numériques dans la vie quotidienne. L'IHM a pour but de trouver les moyens les plus efficaces, les plus accessibles et les plus intuitifs pour les utilisateurs d'accomplir une tâche le plus rapidement et le plus précisément possible. L'IHM s'appuie notamment sur la linguistique, sur la vision par ordinateur et sur l'humain.
L'interaction humain-machine est un domaine pluridisciplinaire entre ingénierie (informatique, électronique, mécanique…), science de la nature (sciences cognitives, psychologie, sociologie…) et art et design (design de produit, design interactif, ergonomie…).

## Historique

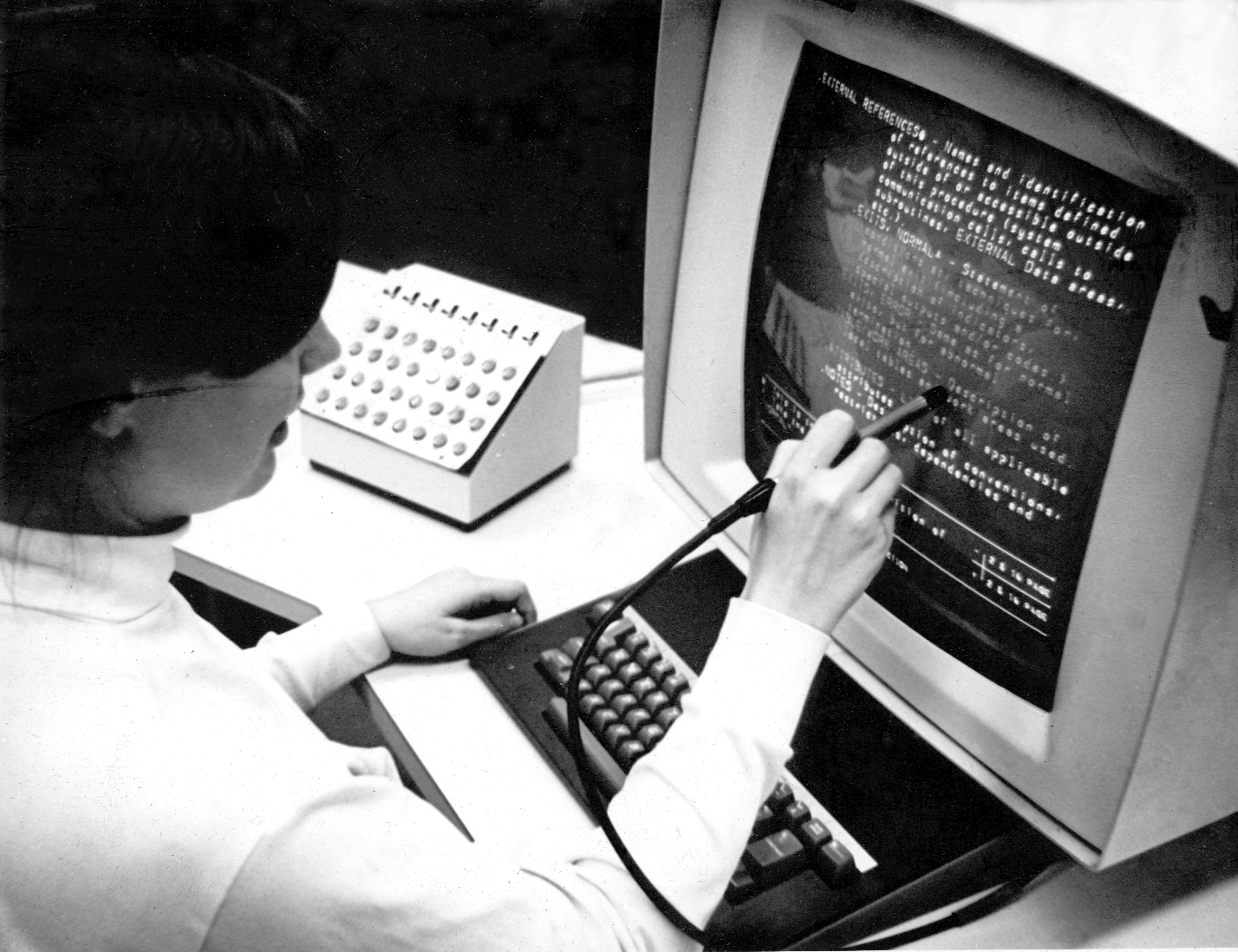
Éditeur d'hypertexte à l'université Brown (1969).

L'histoire de l'interaction humain-machine est aussi vieille que l'histoire de l'informatique. En 1945, Vannevar Bush décrit un système électronique imaginaire qui permet la recherche d'information et qui invente les concepts de navigation, d'indexation et d'annotation. En 1963, Ivan Sutherland a créé Sketchpad qui est considéré comme l’ancêtre des interfaces graphiques modernes. En 1964, Douglas Engelbart invente la souris pour facilement désigner des objets sur son écran. Dans les années 1970 et 80, les laboratoires de Xerox ont révolutionné les systèmes interactifs avec la sortie de Xerox Star et la présentation de What you see is what you get. Au début des années 1990, Robert Cailliau et Tim Berners-Lee inventent un système hypertexte qui entourera la planète, le Web. En 1991, Mark Weiser présente sa vision de l'Informatique ubiquitaire qui envisage des écrans et des ordinateurs multiples capables de communiquer entre eux pour permettre l'utilisateur à accéder à l'information en toute circonstance. Cette vision préfigure l'avènement des assistants personnels, des Tablet PC et des téléphones intelligents d'aujourd'hui.
Dans les années 2020, les progrès de l'intelligence artificielle générative tendent à supprimer les interfaces homme-machine au profit d'échanges directs, voire d'une communication neuronale directe via un implant de type neuralink.

## Les différentes techniques
Il existe de nombreuses manières pour qu'un humain puisse interagir avec les machines qui l'entourent. Ces manières sont très dépendantes des dispositifs d'interactions et des forces ou compétences que l'être humain ne peut étendre qu’extérieurement.

### Informatique
L'informatique a évolué très rapidement de ses débuts dans les années 1940 à aujourd'hui.

#### Organes d'entrée
Les premiers ordinateurs étaient utilisés sous forme de traitement par lots et toutes les entrées (programmes et données) étaient alimentées en entrée par des cartes perforées, des rubans perforés ou des bandes magnétiques. Il y avait un clavier pour interagir avec le système (console système).
Avec l'arrivée de la micro-informatique, on a commencé à utiliser des cassettes audio et des claviers, puis des disquettes et des souris informatiques avant de passer aux écrans tactiles. Un système de pointage tel que la souris permet d'utiliser un ordinateur avec le paradigme WIMP qui s'appuie sur les interfaces graphiques pour organiser la présentation d'informations à l'utilisateur.
Enfin, avec les assistants personnels intelligents, puis les robots (humanoïdes notamment, de type Ameca par exemple), la voix devient un organe d'entrée intéressant en raison du taux potentiel de mots par minute qu'elle permet. Deux micros permettent au robot de déterminer la direction de provenance d'un son (« estimation de la direction d’arrivée binaurale »), permettant, le cas échéant, à l'intelligence artificielle de mieux comprendre son environnement acoustique et d'améliorer l'interaction homme-robot (gestuelle, mouvements de tête et des yeux plus « naturels », c'est-à-dire imitant mieux ceux d'un humain, en quasi-temps réel (plus ou moins selon la latence et les performances).

#### Organes de sortie
Les premiers organes de sorties ont été les imprimantes, les perforateurs de cartes et les perforateurs de ruban secondés ensuite par bandes magnétiques. La console système était équipée d'une imprimante, remplacée par la suite par un écran.
Avec l'arrivée de la micro-informatique, on a utilisé d'abord des cassettes audio, puis des disquettes avant d'utiliser des CD puis des DVD.

#### Organes interactifs
Certaines techniques tentent de rendre l'interaction plus naturelle :
- la reconnaissance automatique de la parole ou de gestes permet d'envoyer des informations à un ordinateur ;
- la synthèse vocale permet d'envoyer un signal audio compréhensible par l'être humain ;
- les gants électroniques offrent une interaction plus directe que la souris ;
- les visiocasques essayent d'immerger l'être humain dans une réalité virtuelle ou d'augmenter la réalité ;
- les tables interactives permettent un couplage fort entre la manipulation directe par l'être humain sur une surface et le retour d'information.

### Automatisme
Dans le domaine de l'automatisation, les écrans tactiles sont des IHMs très populaires afin de centraliser le contrôle d'un procédé sur un seul écran. Ainsi, il est possible d'afficher plusieurs informations et de mettre à la disposition de l'opérateur des commandes qui affecteront le procédé. Les IHMs permettent aussi de remplacer des stations de boutons. Ils sont surtout utilisés en complément avec un API (automate programmable industriel) pour avoir un affichage des états des entrées/sorties et des alarmes du système.
En informatique industrielle, les automates sont encore très souvent pilotés par des baies équipées de boutons-poussoirs et de voyants. Les systèmes autonomes de type véhicules automatiques et drones tendent à peu à peu à intégrer une « interface adaptative », voire une intelligence artificielle embarquée.

### Automobile
Dans l'automobile, l'être humain a, d'abord, interagi avec de simples moyens mécaniques. L'évolution de l'informatique et de la robotique fait que de plus en plus de capteurs et d'informations sont disponibles pour le conducteur qui doit choisir l'action à effectuer par l'intermédiaire :
- du volant ;
- de la pédale de frein ;
- d'interrupteurs divers (éclairage, régulateur de vitesse, etc.).

## Paradigmes d'interfaces

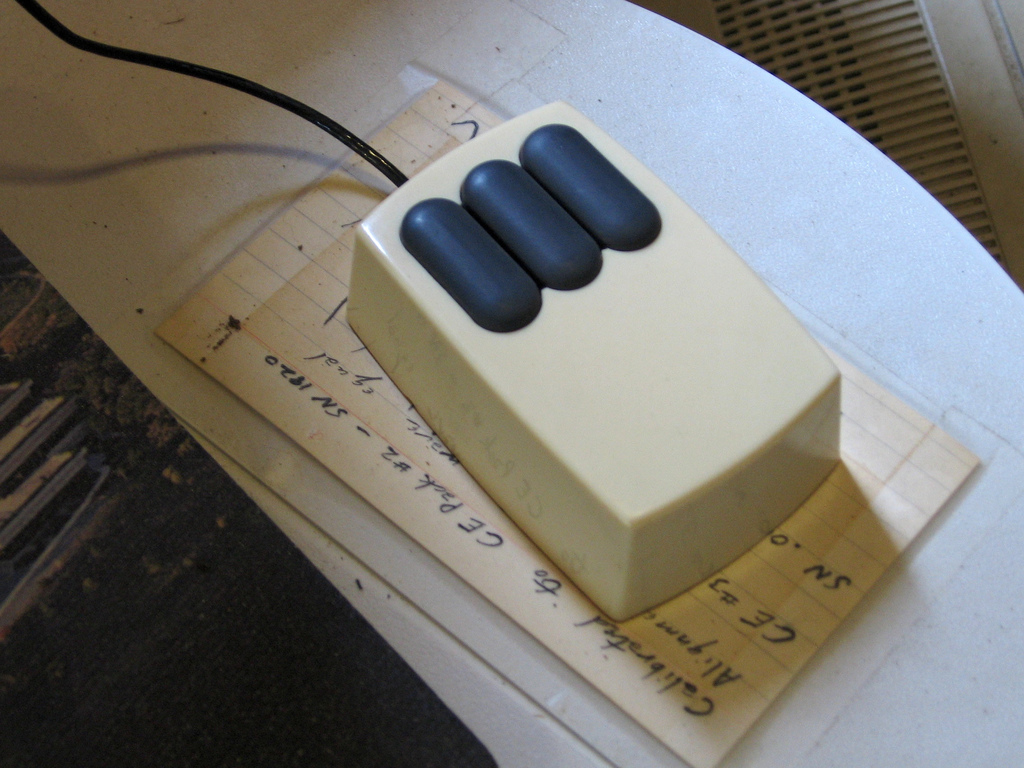
L'ancêtre de nos souris

On peut observer que les IHM sont de plus en plus déconnectées de l'implémentation réelle des mécanismes contrôlés. Dans son article de 1995, The Myth of Metaphor, Alan Cooper distingue trois grands paradigmes d'interface :
1. Le paradigme technologique : l'interface reflète la manière dont le mécanisme contrôlé est construit. Cela conduit à des outils très puissants, mais destinés à des spécialistes qui savent comment fonctionne la machine à piloter.
2. Le paradigme de la métaphore qui permet de mimer le comportement de l'interface sur celui d'un objet de la vie courante et donc déjà maîtrisé par l'utilisateur. Exemple : la notion de document.
3. Le paradigme idiomatique qui utilise des éléments d'interface au comportement stéréotypé, cohérent et donc simple à apprendre, mais pas nécessairement calqué sur des objets de la vie réelle.

### Modes d'interaction

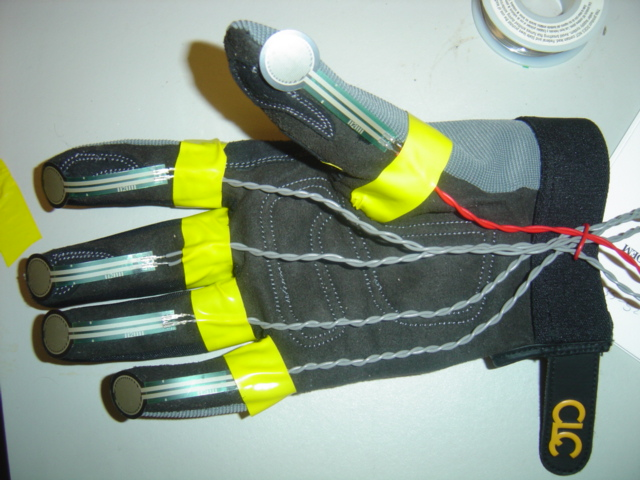
Un gant de données.

L'interaction est dite multimodale si elle met en jeu plusieurs modalités sensorielles et motrices. Un système interactif peut contenir un ou plusieurs de ces modes d'interaction :
- Mode parlé : commandes vocales, guides vocaux…
- Mode écrit : entrées par le clavier et la tablette graphique, affichage du texte sur l'écran…
- Mode gestuel : désignation 2D ou 3D (souris, gants de données, écran tactile), retour d'effort, …
- Mode visuel : graphiques, images, animations…

### Les périphériques IHM

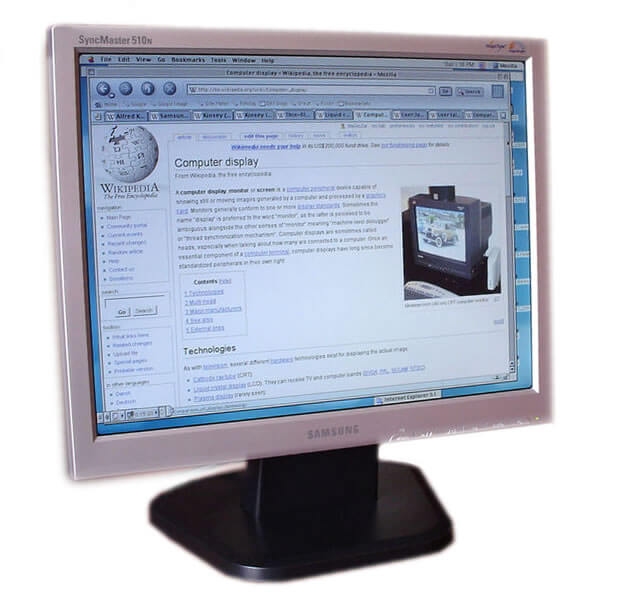
Un moniteur graphique.

D'un point de vue organique, on peut distinguer trois types d'IHM :
- Les interfaces d'acquisition : bouton, molette, souris, clavier accord, joystick, clavier d'ordinateur, clavier MIDI, contrôleur DJ, télécommande, capteur de mouvement, microphone avec la reconnaissance vocale, etc.
- Les interfaces de restitution : écran, témoin à DEL, voyant d'état du système, hautparleur, etc.
- Les interfaces combinées : écran tactile, multipoint et les commandes à retour d'effort.

### Prospective: un maillon d'une situation plus vaste
Ce domaine évolue vers une interface plus large et persuasive de type « humain-environnement ».

« Il serait sot de nier l'importance de la communication efficace entre l'homme et la machine, aussi bien que l'inverse. Ma prévision est toutefois que la vraie révolution des prochaines décennies viendra davantage encore de ce que les hommes ont à se dire par l'intermédiaire des machines. »

— James Cannavino, The Next Generation of Interactive Technologies (Juillet 1989)
L'immersion dans les mondes virtuels devrait également être rendue plus « réaliste ».
Des jeux comme Le Deuxième Monde, Everquest ou Wolfenstein: Enemy Territory, où plusieurs joueurs évoluent en immersion globale dans un paysage commun, donnent une idée des nouvelles relations que peuvent mettre en place des interfaces réalistes.

## Associations et conférences Scientifiques
La plus grande association d'IHM est le pôle d'intérêt commun SIGCHI de l'Association for Computing Machinery (ACM). SIGCHI organise les conférences Conference on Human Factors in Computing Systems (CHI), MobileHCI, TEI et plusieurs autres.
En France, l'association francophone d'Interaction humain-machine (AFIHM) organise la Conférence francophone IHM tous les ans. L'AFIHM parraine diverses manifestations et en particulier des Écoles d'été et les Rencontres Jeunes Chercheurs en Interaction (RJC-IHM).